# Триплатинаплутоний
Триплатинаплутоний — бинарное неорганическое соединение
платины и плутония
с формулой PuPt3,
кристаллы.

## Получение
- Сплавление стехиометрических количеств чистых веществ:

{\displaystyle {\mathsf {3Pt+Pu\ {\xrightarrow {1800^{o}C}}\ PuPt_{3}}}}

## Физические свойства
Триплатинаплутоний образует кристаллы
кубической сингонии,
пространственная группа P m3m,
параметры ячейки a = 0,4107 нм, Z = 1,
структура типа тримедьзолота AuCu3
.
Соединение конгруэнтно плавится при температуре ≈1800°С  (1616°С ).
При температурах ≈920°С и ≈1600°С в соединении происходят фазовые переходы .